# Barxudarlı
Barxudarlı – miejscowość w Azerbejdżanie, eksklawa na terenie Armenii. De iure należy do rejonu Qazax. Jej powierzchnia wynosi 22 km². Od czasu konfliktu o Górski Karabach kontrolowana przez Armenię i administrowana jako część prowincji Tawusz. W wyniku konfliktu miejscowość opuściło ponad dwa tysiące mieszkańców narodowości azerskiej. Dziś miejscowość zamieszkiwana jest głównie przez Ormian. W pobliżu miejscowości rozmieszczone są stanowiska bojowe Armenii i Azerbejdżanu, od czasu do czasu notowane są zbrojne incydenty.